# Hans Döllgast
Hans Döllgast (Bergheim, 1º aprile 1891 – Monaco di Baviera, 18 marzo 1974) è stato un architetto tedesco.

## Biografia
Dopo la laurea alla Università tecnica di Monaco collaborò con Richard Riemerschmid e Peter Behrens, prima di aprire un proprio studio a Monaco di Baviera nel 1927. Dal 1929 insegnò nella sua Alma Mater, diventando professore ordinario di disegno architettonico nel 1939, ruolo che ricoprì fino al 1954. Fu tra i protagonisti della ricostruzione post-bellica tedesca, e lo si ricorda in particolare per le ricostruzioni dell'Abbazia di San Bonifacio e dell'Alte Pinakothek.